# San Giovanni Crisostomo a Monte Sacro Alto (titre cardinalice)
Le titre cardinalice de San Giovanni Crisostomo a Monte Sacro Alto est institué le 29 avril 1969 par le pape Paul VI.
Le titre cardinalice est attribué à un cardinal-prêtre et rattaché à l'église San Giovanni Crisostomo (it) dans le quartier Monte Sacro Alto dans le nord-est de Rome.

## Titulaires
- Vicente Enrique y Tarancón (1969-1994)
- Bernard Agré (2001-2014)
- José de Jesús Pimiento Rodriguez (2015-2019)
- Jean-Claude Hollerich (2019 - )

## Sources
- (it) Cet article est partiellement ou en totalité issu de l’article de Wikipédia en italien intitulé « San Giovanni Crisostomo a Monte Sacro Alto (titolo cardinalizio) » (voir la liste des auteurs).